# 施蒂斯林根
施蒂斯林根（德語：Stüsslingen）是瑞士索洛圖恩州的一个市镇，位於該國北部，面積6.18平方公里，海拔高度465米，2018年人口1,055，六成人口信奉羅馬天主教，人口密度每平方公里164人。2021年，市镇羅爾并入施蒂斯林根。

## 外部連結
- 官方网站 （页面存档备份，存于） （德文）